# Сапроново (Великолуцький район)
Сапроново (рос. Сапроново) — присілок в Великолуцькому районі Псковської області Російської Федерації.
Населення становить 29 осіб. Входить до складу муніципального утворення Пореченська волость.

## Історія
Від 2014 року входить до складу муніципального утворення Пореченська волость.

## Населення
| 2001 | 2002 | 2010 |
| ---- | ---- | ---- |
| 41   | ↗43  | ↘29  |